# Зохоре, Кеннет
Альби́н Кенне́т Дару́п Зохоре́ (дат. Albin Kenneth Dahrup Zohore; род. 31 января 1994[…], Копенгаген) — датский футболист, нападающий клуба «Оденсе».

## Клубная карьера
Поиграв 4 года в «Шёльде», Зохоре присоединился к молодёжной команде «Копенгагена». В 15 лет он пробился в молодёжную команду клуба, а через год, после прохождения сборов с первой командой, стал выступать в основном составе.
7 марта 2010 года Кеннет дебютировал за «Копенгаген» в игре с «Орхусом», выйдя на замену на 73 минуте матча. Таким образом, он стал самым младшим дебютантом в истории Суперлиги — на момент выхода на поле ему было 16 лет и 35 дней. 30 октября Зохоре забил свой первый гол за клуб, поразив ворота «Люнгбю», став вторым самым молодым игроком, забивавшим дебютный гол в розыгрыше чемпионата Дании.
20 октября он сыграл свой первый матч в Лиге чемпионов против «Барселоны», где провёл на поле 16 минут. На тот момент он был одним из самых молодых игроков, принимавших участие в турнире.
31 января 2012 года Зохоре официально подписал 3-летний контракт с «Фиорентиной».
8 августа 2013 года было объявлено о том, что Зохоре переходит в «Брондбю» на правах годичной аренды.

## Достижения
Копенгаген
- Чемпион Дании (2): 2009/10, 2010/11